# Меггі Роджерс
Маргарет Дебей Роджерс (англ. Margaret Debay Rogers, народилася 25 квітня 1994 р.) — американська співачка, автор пісень і продюсер з Істона, штат Меріленд,  більш відома як Меггі Роджерс. Стала популярною після того, як її пісня Alaska була виконана для Фаррелла Вільямса підчас майстер класу в школі мистецтв Тіша Нью-Йоркського університету. У 2019 році була номінована на премію Ґреммі як Найкращий новий виконавець. У травні 2022 року вона закінчила Гарвардську богословську школу.

## Біографія

### Молодість (1994–2012)
Меггі Роджерс виросла на східному березі штату Меріленд, уздовж берегів річки Майлз у Істоні, штат Меріленд. Її батько зараз є дилером Ford Motor Company, а її мати, колишня медсестра, зараз покінчила з життям. Вона почала грати на арфі в сім років і любила музику Густава Хольста та Антоніо Вівальді. Її мати грала нео-соул артистів, таких як Еріка Баду та Лорін Гілл. У той час, коли вона була в середній школі, Роджерс додала до свого репертуару фортепіано та гітару та почала писати пісні у восьмому класі. У середній школі вона відвідувала школу Ганстон, а потім закінчила школу-інтернат Святого Ендрю в Міддлтауні, штат Делавер. У школі вона грала на арфі в оркестрі, співала в хорі, приєдналася до джазового оркестру, навчилася банджо і захопилася народною музикою, а також навчилася програмувати. Вона також провела багато літа в сільському таборі в Мен.
Влітку після закінчення початкових класів середньої школи Роджерс відвідувала програму Музичного коледжу Берклі та виграла конкурс авторських пісень, що спонукало її зосередитися на написанні. Під час навчання в старшій школі вона записала те, що стало її першим альбомом, The Echo (2012). Роджерс включила свої демо-записи як частину своєї заявки до Інституту записаної музики Клайва Девіса при Школі мистецтв Нью-Йоркського університету, була прийнята та розпочата в 2012 році.

### Студентські роки та відкриття (2012–2016)
У Нью-Йоркському університеті Роджерс розглядала кар’єру в музичній журналістиці, і на першому курсі Роджерс стажувалась у музичної журналістки Ліззі Гудмен, для якої вона записала та відредагувала сотні годин інтерв’ю з відомими музикантами та журналістами, які були зібрані в книзі Гудмена «Зустрічай мене» 2017 року. у ванні.
Вона створила групу під назвою Del Water Gap разом із співаком і автором пісень С. Холденом Джаффе. Причина, по якій вони розлучилися, полягала в тому, що вони обидва хотіли більше досліджувати свою сольну творчість. Їхня пісня під назвою «Нова пісня» з’являється в «Нотатках з архіву: записи 2011–2016» (2020).
Роджерс випустила ще один фолк-альбом, Blood Ballet (2014), під час другого року навчання в школі. Народний блог EarToTheGround Music пояснив, що альбом «...просить слухачів зіткнутися з глибокими особистими емоціями».
Роджерс навчалася за кордоном у Франції під час навчання в Нью-Йоркському університеті, і після того, як друзі переконали її піти в клуб, поки вони були в Берліні, вона відкрила любов до танцювальної музики. Повернувшись додому, Роджерс почала впроваджувати у свою творчість елементи танцювальної музики.
У 2016 році, після двох років письменницького блоку, Роджерс написала «Alaska», пісню, яку вона написала за п’ятнадцять хвилин про курс Національної школи лідерства на відкритому повітрі. Вона зіграла пісню для Фаррелла Вільямса, художника-резидента, який відвідав її клас, щоб критикувати роботу студентів. Вільямс сказав про пісню: «Я ніколи не чув нічого, що звучить так». Відео, на якому помітно зворушений Вільямс слухає пісню, стало вірусним у червні того ж року, що призвело до мільйонів переглядів, а також до сотень тисяч відтворень The Echo та Blood Ballet.
Роджерс закінчила Інститут записаної музики Клайва Девіса Нью-Йоркського університету в травні 2016 року зі ступенем музичної інженерії та виробництва та англійської мови.

### Аспірантура (2021–2022)
У вересні 2021 року Роджерс написала у Twitter, що почала навчання в аспірантурі Гарвардської богословської школи, де вона «вивчала духовність публічних зібрань і етику влади в поп-культурі», а також навчалася, «як зберігати мистецтво священним». У травні 2022 року вона отримала ступінь магістра з релігії та громадського життя, написавши дисертацію, яка «досліджувала культурну свідомість, духовність публічних зібрань та етику поп-влади». Її студійний альбом 2022 року Surrender був частиною дипломної роботи.

### Музична кар'єра (2016–тепер)
Після того, як відео Фаррелла стало вірусним у 2016 році, кілька звукозаписних компаній намагалися підписати Роджерса. Вона підписала контракт із звукозаписною компанією Capitol Records, де «вона ліцензує свою музику через власний імпринт Debay Sounds». Як наслідок, вона має більше контролю над своїм звуком і зображенням, ніж багато інших виконавців на подібному місці у своїй музичній кар’єрі.
EP Роджерс «Now That the Light Is Fading» вийшов 17 лютого 2017 року. 18 січня 2019 року вона випустила свій дебютний студійний альбом на мейджор-лейблі «Heard It in a Past Life». Альбом дебютував під № 2 на Billboard 200 США.
Роджерс дебютувала на телебаченні в The Tonight Show Starring Jimmy Fallon 15 лютого 2017 року, Saturday Night Live дебютувала 3 листопада 2018 року, а Today Show дебютувала 12 липня 2019 року.
У квітні 2019 року Роджерс зробила кавер на пісню Тейлор Свіфт «Tim McGraw» як сингл Spotify.
1 листопада 2019 року вона виступила в якості гостя з Dead & Company, рок-гуртом, що складається з колишніх учасників Grateful Dead, виконуючи кавер-версії пісні останнього «Friend of Devil» і «The Weight» групи в Медісон Сквер Гарден у Нью-Йорку.
У листопаді 2019 року Роджерс була номінований як найкращий новий виконавець на 62-й церемонії вручення премії «Греммі».
Роджерс виступала під час національного з’їзду Демократичної партії 2020 року, з’явившись віддалено зі Скарборо, штат Мен через пандемію COVID-19 у Сполучених Штатах. Її представила спікер Палати представників штату Мен і кандидат на вибори в Сенат Сполучених Штатів у 2020 році від штату Мен Сара Гідеон.
13 листопада 2020 року Роджерс співпрацювала з Фібі Бріджерс над кавер-версією синглу Goo Goo Dolls 1998 року «Iris», який, як сказала Бріджерс, вона зробила б, якщо Дональд Трамп програє вибори в США у 2020 році. Пісня була випущена як одноденний ексклюзив на Bandcamp і була завантажена 28 000 разів за оплату, а всі кошти підуть на Fair Fight Action. Незважаючи на те, що пісня була доступна для покупки лише протягом одного дня, пісня дебютувала на першому місці в чарті Digital Songs і на 57-му місці в Billboard Hot 100, що зробило її першим записом для обох виконавців в останньому чарті. Пісня також потрапила в чарти Австралії, Нової Зеландії та Шотландії.
18 грудня 2020 року Роджерс випустила Notes from the Archive: Recordings 2011–2016 на своєму лейблі Debay Sounds. Альбом є компіляцією пісень, які вона написала та записала протягом попередніх десяти років своєї звукозаписної кар’єри. Деякі з пісень є з її перших двох незалежних альбомів: The Echo (2012) і Blood Ballet (2014). Інші пісні є з її раніше невиданого рок-EP 2016 року та гурту, в якому вона раніше була з Холденом Джаффе, Del Water Gap. Альбом був випущений разом із розкішною версією, у якій Роджерс надає звуковий коментар, розповідаючи про кожен етап її музичної кар’єри, який відображають пісні в цьому розділі.
Її другий студійний альбом Surrender вийшов 29 липня 2022 року. До нього увійшли сингли «That's Where I Am», «Want Want» і «Horses». У треку «Shatter» представлена Флоренс Велч із Florence and the Machine, яка виконує додатковий вокал і грає на бубні, а в «I’ve Got a Friend» виступають Клайро та Клод.
24 червня 2023 року Роджерс грала на фестивалі Гластонбері в Сомерсеті, Великобританія.
5 серпня 2023 року Роджерс грала на Lollapalooza в Чикаго, штат Іллінойс.
24 січня 2024 року Роджерс оголосила про вихід пісні «Don't Forget Me» 8 лютого 2024 року як першого синглу її третього альбому.

## Вплив
Своїми музичними натхненниками Роджерс називає Керрі Браунштейн, Патті Сміт, Кім Гордон із Sonic Youth і Бьорк, а наставниками стали видатні співачки Бренді Карлайл і Шерон Ван Еттен, яких вона називає своїми «старшими музичними сестрами».

## Особисте життя
Роджерс заявила, що у неї синестезія, доброякісний стан, коли два або більше органів чуття сприймаються одночасно. У її випадку вона здатна сприймати кольори як відповідь на слухання музики. Роджерс каже, що вона духовна, але не обов'язково релігійна. У жовтні 2019 року Роджерс придбав будинок площею 1034 квадратних футів у Лос-Анджелесі за 1,29 мільйона доларів.

## Активізм і благодійність
Її пісня «Give a Little» була написана в той самий день, коли національна шкільна акція вимагала від Конгресу заходів щодо контролю над зброєю. Її надихнула активність студентів по всій країні, і вона написала «Give a Little» про співчуття та єдність.
Роджерс пожертвувала доходи від певних товарів і вистав Американському союзу громадянських свобод і планованому батьківству. Вона зібрала кошти, стягуючи плату за певні завантаження пісень, у тому числі кавер-версію пісні Goo Goo Dolls Iris із Фібі Бріджерс, а всі виручені кошти спрямовуються на благодійні організації, такі як Brigid Alliance, що підтримує вибір, і Fair Fight Action, яка підтримує виборче право. Вона заявила, що «гордо, голосно і чітко виступає за вибір».
Роджерс виступав на національному з'їзді Демократичної партії 2020 року. Того вечора в пості в Твіттері вона підтримала Сару Гідеон, яка представила свій виступ на виборах до Сенату США в штаті Мен у 2020 році.